# 太陰
太陰，最早起源於中國古代的天文星象曆法，之後成為中國古代陰陽學說的四象之一，用於占卜。之後被應用於漢醫學中，在宋朝之後，一般指月球。

## 概論
太陰，最早指天一，又稱青龍，為天帝。這可能是起源自楚國的最高神明。